# Хайянь (Чжэцзян)
Хайя́нь (кит. упр. 海盐, пиньинь Hǎiyán, буквально: «морская соль») — уезд городского округа Цзясин провинции Чжэцзян (КНР).

## История
Уезд был создан ещё во времена империи Цинь, в 222 году до н.э. Во времена узурпатора Ван Мана он был переименован в Чжаньу (展武县), но после восстановления империи Хань ему было возвращено прежнее название.
После монгольского завоевания уезд был поднят в статусе, став в 1295 году Хайяньской областью (海盐州). После свержения власти монголов и основания империи Мин область в 1369 году вновь стала уездом. В 1430 году северо-восточная часть уезда Хайянь была выделена в отдельный уезд Пинху (平湖县).
После образования КНР в 1949 году был создан Специальный район Цзясин (嘉兴专区), и уезд вошёл в его состав. В 1958 году уезд Хайянь был расформирован, а его земли были разделены между уездами Пинху и Хайнин, но в 1961 году уезд был воссоздан.
В 1973 году Специальный район Цзясин был переименован в Округ Цзясин (嘉兴地区).
В октябре 1983 года был расформирован округ Цзясин, а вместо него были образованы городские округа Цзясин и Хучжоу; уезд вошёл в состав городского округа Цзясин.

## Административное деление
Уезд делится на 4 уличных комитета и 5 посёлков.

## Экономика
В уезде расположена АЭС Циньшань компании China National Nuclear Corporation. Она имеет девять действующих энергоблоков общей установленной мощностью 6,6 млн киловатт и вырабатывает около 52 млрд киловатт-часов электроэнергии в год. Жилые районы и промышленные парки уезда отапливаются за счёт остаточной тепловой мощности АЭС.